# Frašker
Frašker je nenaseljeni otočić uz zapadnu obalu Istre, južno od Pule. Smješten je oko 0,6 km južno od Verude.
Površina otoka je 110.136 m2, duljina obalne crte 1671 m, a visina 19 metara.